# NGC 4607
NGC 4607 ist eine 13 mag helle Balkenspiralgalaxie vom Hubble-Typ „SBb“ im Sternbild Jungfrau nördlich der Ekliptik. Sie ist schätzungsweise 99 Millionen Lichtjahre von der Milchstraße entfernt, hat einen Durchmesser von etwa 85.000 Lj und ist unter der Katalognummer VVC 1868 als Teil des Virgo-Galaxienhaufens gelistet.

Im selben Himmelsareal befinden sich u. a. die Galaxien NGC 4606, NGC 4621, IC 809, IC 3670.
Das Objekt wurde am 24. April 1854 vom irischen Astronomen R. J. Mitchell, einem Assistenten von William Parsons, entdeckt.